# تیاگو چیونک
تیاگو رنژل چیونک (پرتغالی: Thiago Rangel Cionek؛ زادهٔ ۲۱ آوریل ۱۹۸۶) بازیکن فوتبال اهل برزیل با تابعیت لهستان است.
از باشگاه‌هایی که در آن بازی کرده‌است می‌توان به یاگلونیا بیاویستوک، پادوا، مودنا، پالرمو و اسپال اشاره کرد.
وی همچنین در تیم ملی فوتبال لهستان بازی کرده‌است.